# Chicago Transit Authority

Logotyp för CTA.

Chicago Transit Authority är den myndighet som styr kollektivtrafiken med tunnelbanan, buss och tåg i Chicago, Illinois, USA, samt till förorterna. Myndigheten bildades den 1 oktober 1947. Slogan är Take It Everywhere.